# Moon Saga: Josicune hiden
A Moon Saga: Josicune hiden I. & II. (Moon Saga 義経秘伝; Hepburn: Moon Saga: Yoshitsune Hiden) Gackt japán énekes két soundtrackalbuma, melyek 2014. október 1-jén jelentek meg a G&Lovers kiadónál. A dalok az azonos című színdarab betétdalai, melyet ő maga rendezett és komponált.

## A színdarab
A színdarabban a főszereplő Minamoto no Josicunét  is Gackt alakította. Összesen 60 alkalommal mutatták be a színdarabot 2014. július 15. és október 2. között, összesen mintegy 50 000 néző előtt. Több alkalommal meghívtak a tóhokui földrengés miatt elárvult gyerekeket az előadásra, akik pénzbeli adományokat is kaptak. A színdarabot 2014-ben augusztus és október között újra színpadra állították hét városban, mintegy 40 alkalommal.

## Számlista
Az összes dal szerzője Gackt C. 
| 1.  | Sisi fundzsin (獅子奮迅; Hepburn: Shishi Funjin) - Theme of Moon Saga I | 4:08 |
| 2.  | Fúrin kazan (風林火山; Hepburn: Fūrin Kazan) - Prologue                 | 1:37 |
| 3.  | Ikki tószen (一騎当千; Hepburn: Ikki Tōsen) - History                   | 1:43 |
| 4.  | Szuiten ippeki (水天一碧; Hepburn: Suiten Ippeki) - Kamakura            | 1:26 |
| 5.  | Kinsi gjokujó (金枝玉葉 ; Hepburn: Kinshi Gyokuyō) - Imperial Place     | 1:42 |
| 6.  | Kószai Rikuri (光彩陸離; Hepburn: Kōsai Rikuri) - Deep Forest           | 3:34 |
| 7.  | Kenbó dzsusszú (権謀術数 ; Hepburn: Kenbō Jussū) - Sorcery              | 5:28 |
| 8.  | Csibó hjakusucu (知謀百出; Hepburn: Chibō Hyakusyutsu) - Psychic        | 1:16 |
| 9.  | Hijoku renri (比翼連理; Hepburn: Hiyoku Renri) - Soldier of Love        | 2:59 |
| 10. | Kogun funtó (孤軍奮闘 ; Hepburn: Kogun Funtō) - Battle of Mizushima     | 2:05 |
| 11. | Aibecu riku (愛別離苦; Hepburn: Aibetsu Riku) - Lost Angel              | 2:29 |
| 12. | Daigo tettei (大悟徹底; Hepburn: Daigo Tettei) - Oumi Province          | 1:42 |
| 13. | Haiszui no dzsin (背水之陣; Hepburn: Haisui no Jin) - Last Stand        | 1:28 |
| 14. | Kisin kakuszei (鬼神覚醒; Hepburn: Kishin Kakusei) - Fierce God         | 1:35 |
| 15. | Gekka jaszó (月下夜想; Hepburn: Gekka Yasō) - Sakazuki                  | 2:20 |
| 16. | Szecugecu fúka (雪月風花; Hepburn: Setsugetsu Fūka) - Epilogue          | 5:22 |

| 1.  | Sippú dotó (疾風怒濤; Hepburn: Shippū Dotō) (Theme of Moon Saga II)           | 3:55 |
| 2.  | Ókó sósó (王侯将相; Hepburn: Oukō Shōsō) - Throne Room                        | 2:31 |
| 3.  | Kjóto jasiki (京都屋敷; Hepburn: Kyōto Yashiki) - Kyoto                       | 2:11 |
| 4.  | Szengun banba (千軍万馬; Hepburn: Sengun banba) - Heike's Army                | 2:51 |
| 5.  | Isin densin (以心伝心; Hepburn: Ishin Denshin) - Telepathy                    | 4:31 |
| 6.  | Sókan no gi (召還之儀; Hepburn: Shōkan No Gi) - Conspiracy                    | 3:48 |
| 7.  | Okurjó rakugecu (屋梁落月; Hepburn: Okuryō Rakugetsu) - Fall of the Moon      | 2:47 |
| 8.  | Ancsú moszaku (暗中模索; Hepburn: Anchū Mosaku) - Thorny Path                 | 2:15 |
| 9.  | Sintendócsi (震天動地; Hepburn: Shintendōchi) - Tense Atmosphere              | 2:18 |
| 10. | Ranbó rózeki (乱暴狼藉; Hepburn: Ranbō Rōzeki) - Run Amok                     | 1:17 |
| 11. | Kanpó no madzsivari (管鮑之交; Hepburn: Kanpō no Majiwari) - Mind Reader      | 2:50 |
| 12. | Issi dódzsin (一視同仁; Hepburn: Isshi Dōjin) - Brotherhood                   | 1:22 |
| 13. | Kairjoku ransin (怪力乱神; Hepburn: Kairyoku Ranshin) - Monster               | 1:40 |
| 14. | Issoku szokuhacu (一触即発; Hepburn: Isshoku Sokuhatsu) - Explosive Situation | 2:13 |
| 15. | Sintendócsi (震天動地; Hepburn: Shintendōchi) - Headache Attack               | 2:59 |
| 16. | Heike hókai (平家崩壊; Hepburn: Heike Hōkai) - Collapse                       | 2:55 |
| 17. | Csibó hjakusucu (知謀百出; Hepburn: Chibō Hyakusyutsu) - Intrigue             | 2:19 |
| 18. | Tessinszekicsó (鉄心石腸; Hepburn: Tesshinsekichō) - Arousal                  | 2:17 |
| 19. | Rikiszen funtó (力戦奮闘; Hepburn: Rikisen Funtō) - Fierce Battle             | 3:44 |
| 20. | Simenszoka (四面楚歌; Hepburn: Shimensoka) - Silence                          | 1:54 |
| 21. | Rjútó kotó (竜騰虎闘; Hepburn: Ryūtō Kotō) - Duel                             | 1:41 |
| 22. | Ekadanpi (慧可断臂; Hepburn: Eka Danpi) - Decision                            | 1:43 |
| 23. | Oni en kjótó (鬼閻共闘; Hepburn: Oni en Kyōtō) - Darkness                     | 4:19 |
| 24. | Esadzsóri (会者定離; Hepburn: Esha Jōri) - Destiny                            | 2:32 |
| 25. | Szensi undzsó (染紫雲上; Hepburn: Senshi Unjō) - Again                        | 2:56 |
| 26. | Kacsó fúgecu (花鳥風月; Hepburn: Kachō Fūgetsu) - Epilogue                    | 4:44 |